# Pipunculus rarus
Pipunculus rarus är en tvåvingeart som beskrevs av Morakote 1990. Pipunculus rarus ingår i släktet Pipunculus och familjen ögonflugor. Inga underarter finns listade i Catalogue of Life.